# Andrei Gruzsniczki
Andrei Gruzsniczki est un réalisateur roumain.

## Filmographie
- 2013 : Quod Erat Demonstrandum
- 2009 : L'Autre Irène

## Récompenses et distinctions
- Grand Prix du Festival international du film d'amour de Mons 2010 pour L'Autre Irène
- Prix de la mise en scène au Festival international du film d'Arras 2009 pour L'Autre Irène
- Prix Spé&cial du jury au Festival international du film de Rome 2013 pour Quod Erat Demonstrandum